# День взятия Бастилии
День взя́тия Басти́лии (официальное название — Национа́льный пра́здник [фр. La Fête Nationale]; также — 14 июля [фр. Le Quatorze Juillet]) — распространённое русское название французского национального праздника, отмечаемого 14 июля.

## История
14 июля 1789 года в ходе Великой французской революции была взята штурмом (и впоследствии разрушена) крепость-тюрьма Бастилия. Ровно через год, 14 июля 1790 года, на Марсовом поле по королевскому указу состоялись торжества, названные Национальным праздником или Праздником национальной конфедерации — впоследствии закрепился термин Праздник Федерации и единства Нации. В них приняло участие до 100 тысяч человек (при общем населении страны в то время в 25 миллионов), прибывших изо всех регионов Франции. В ходе этих празднований произошёл военный парад, состоялись принесение «гражданской клятвы», пиршество и салют.
Затем в течение многих десятилетий никаких особенных празднований 14 июля во Франции не происходило. Главный государственный праздник отмечался 22 сентября (объявление Франции республикой, 1793—1803), 15 августа (день святого Наполеона, 1806—1813), 30 июня (закрытие парижской Всемирной выставки, 1878). Ситуация изменилась ближе к концу XIX века. После состоявшихся 5 января 1879 года парламентских выборов непопулярный промонархически настроенный президент Мак-Маон был вынужден уйти в отставку 30 января. Пришедший ему на смену президент Жюль Греви вместе с большинством Национального собрания начал предпринимать шаги по объединению страны вокруг республиканских ценностей — в частности, была принята в качестве национального гимна «Марсельеза». Но выбор даты для главного праздника страны затянулся более чем на год. Лишь в мае 1880 года депутат Бенжамен Распай — сын известного учёного и революционера Франсуа-Венсана Распая — предложил дату 14 июля 1789 года. Годовщина взятия Бастилии сразу вызвала горячую поддержку со стороны одних депутатов, считавших её славной страницей истории, и столь же горячее неприятие со стороны других, считавших её бессмысленно кровавым эпизодом. В конце концов сторонам удалось прийти к компромиссу, в результате которого в принятом 6 июля 1880 года законе не было отсылки ни к какому историческому событию. Соответственно, историю Национального праздника можно отсчитывать от взятия Бастилии или от праздника Федерации. Таким образом, принятое в некоторых иностранных языках именование праздника (рус. День взятия Бастилии, англ. Bastille Day, дат. Bastilledagen, тур. Bastille Günü и т. д.) является, строго говоря, некорректным.

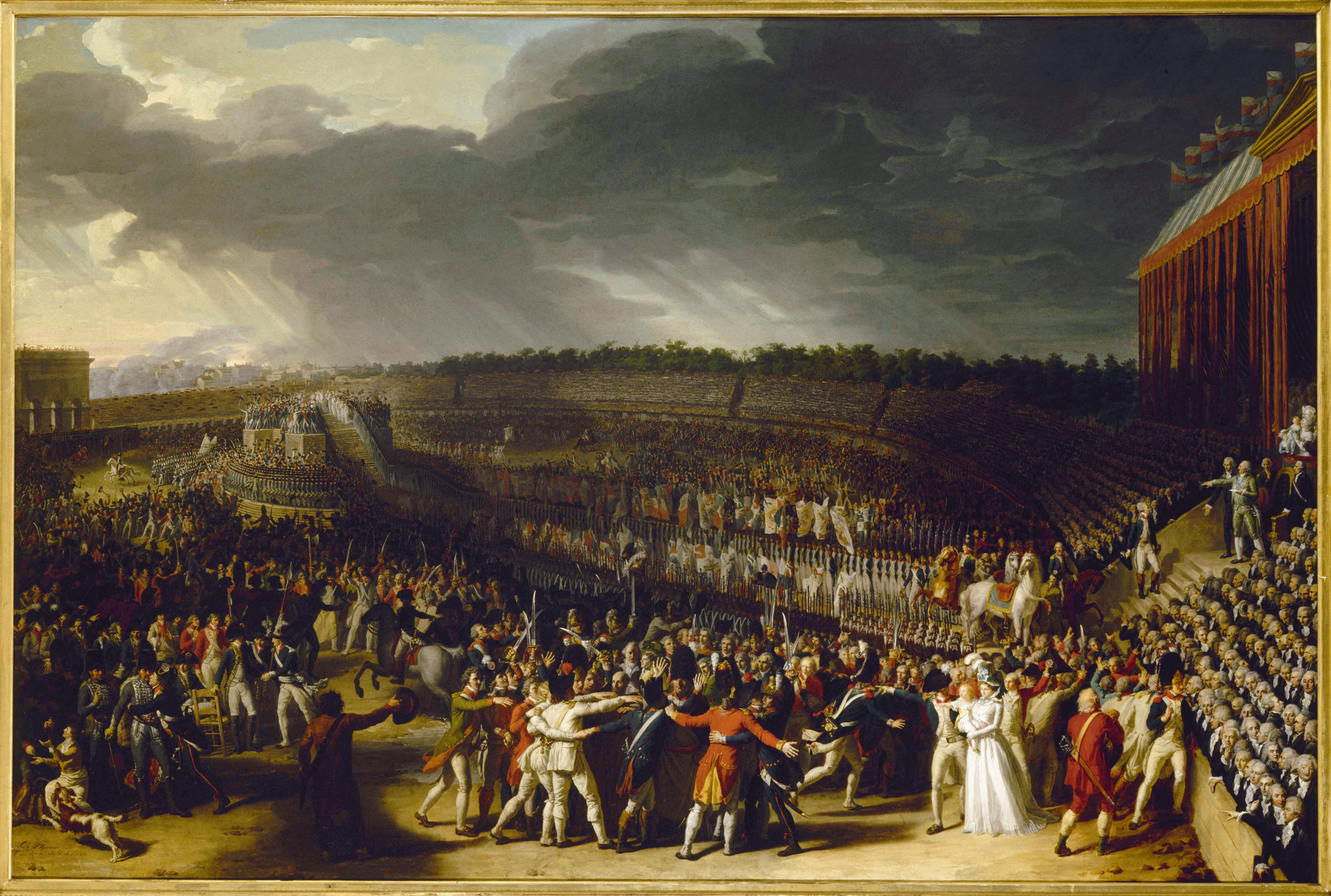
Шарль Тевнен. Праздник Федерации (1796)

Одним из главных мероприятий, приуроченных к Национальному празднику, является военный парад, который в настоящее время проводят на Елисейских полях. Но место проведения парада на протяжении истории многократно менялось. В первые годы после учреждения праздника и вплоть до 1914 года парад назывался «смотром» и проводился на ипподроме «Лоншан». По окончании Первой мировой войны парад переместился на Елисейские поля с проходом трёх маршалов-победителей (Жоффра, Петена и Фоша) во главе войск под Триумфальной аркой. Но с 1921 года церемония сменилась из-за обустройства рядом с аркой Могилы неизвестного солдата. По окончании Второй мировой войны в 1945 году парад прошёл на площади Бастилии. Затем место проведения (и направление) парада тоже многократно менялось: площадь Бастилии, площадь Республики, авеню Венсен, Елисейские поля. Лишь с 1980 года была принята современная церемония.

## Празднование

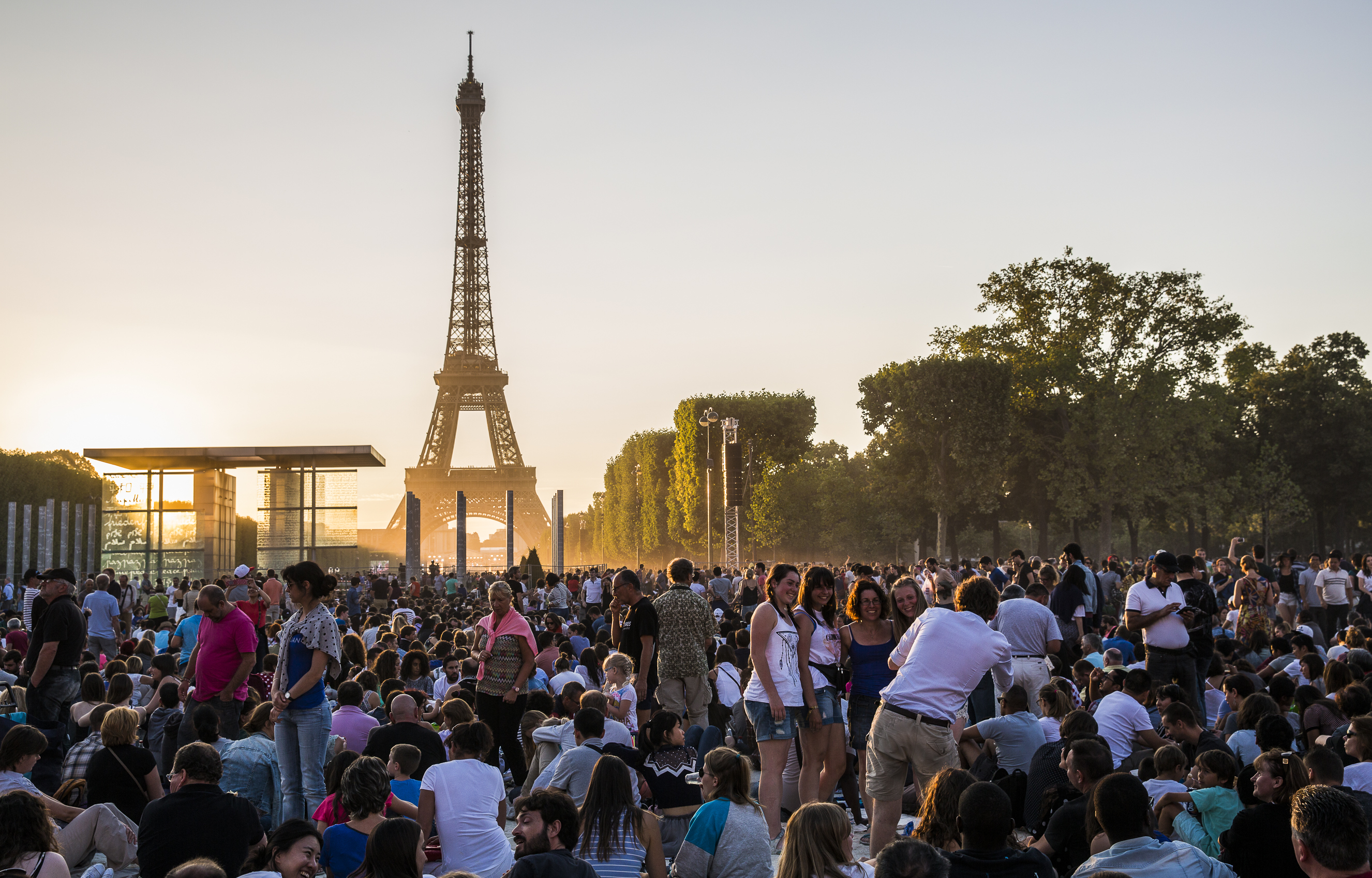
Праздничные гулянья 14 июля 2015 года на Марсовом поле в Париже

Программа празднования 14 июля предполагает различные мероприятия практически во всех французских населённых пунктах и даже за рубежом. Зачастую, особенно в небольших городках и деревеньках, они начинаются вечером накануне, так что их жители могут поучаствовать в празднествах дважды — 13 июля по месту жительства, а назавтра поехать в крупный город. Программа часто включает в себя музыкальные мероприятия самых разных стилей и направленности — от местной самодеятельности до мировых звёзд; так, в прошедшем 14 июля 2014 года фестивале классической музыки на Марсовом поле приняло участие около полумиллиона человек. Во многих коммунах организуются народные гулянья — балы в помещениях или на открытом воздухе. Среди балов выделяется чисто французский бал пожарных, традиция которого насчитывает уже сотню лет — организуемые местными пожарными командами шоу с музыкой, танцами и всевозможными развлечениями.

Военный парад на Елисейских полях

Основной государственной церемонией Национального праздника являются военные парады, главный из которых проводится в Париже. Парад проходит при участии президента Французской Республики, премьер-министра, членов правительства, председателей Сената и Национального собрания, дипломатического корпуса. Часто на параде присутствуют также первые лица иностранных государств — так, на параде 2017 года присутствовали президент США Дональд Трамп и первая леди Мелания Трамп. С 1980 года парад проходит на Елисейских полях. В 9:10 колонны войск начинают своё движение по главному проспекту французской столицы от площади Шарля де Голля и триумфальной арки в сторону площади Согласия, Елисейского дворца и Лувра. В параде принимают участие действующие военнослужащие, курсанты военных училищ и гражданские (полицейские). По Елисейским полям проходят около 4000 пеших участников, 240 всадников, 80 мотоциклистов, 460 единиц другой техники, а над городом пролетают 60 летательных аппаратов. Зачастую в парадах принимают участие также иностранные военнослужащие: так, в 1994 году по Елисейским полям маршировали солдаты Еврокорпуса, то есть впервые после окончания Второй мировой войны немецкие солдаты маршировали по Парижу, что вызвало бурную полемику. Не все солдаты во время парада маршируют в едином темпе: для большинства войсковых частей установлен ритм 120 шагов в минуту — темп таких маршей, как «Марсельеза» и «Полк Самбры-и-Мааса», но альпийские стрелки и егеря маршируют быстрее — в темпе 130 шагов в минуту (ритм песни «Sidi Brahim»), а Иностранный легион, завершающий парад, движется в темпе 88 шагов в минуту (ритм гимна Легиона «Le Boudin»). Парад завершается около полудня.

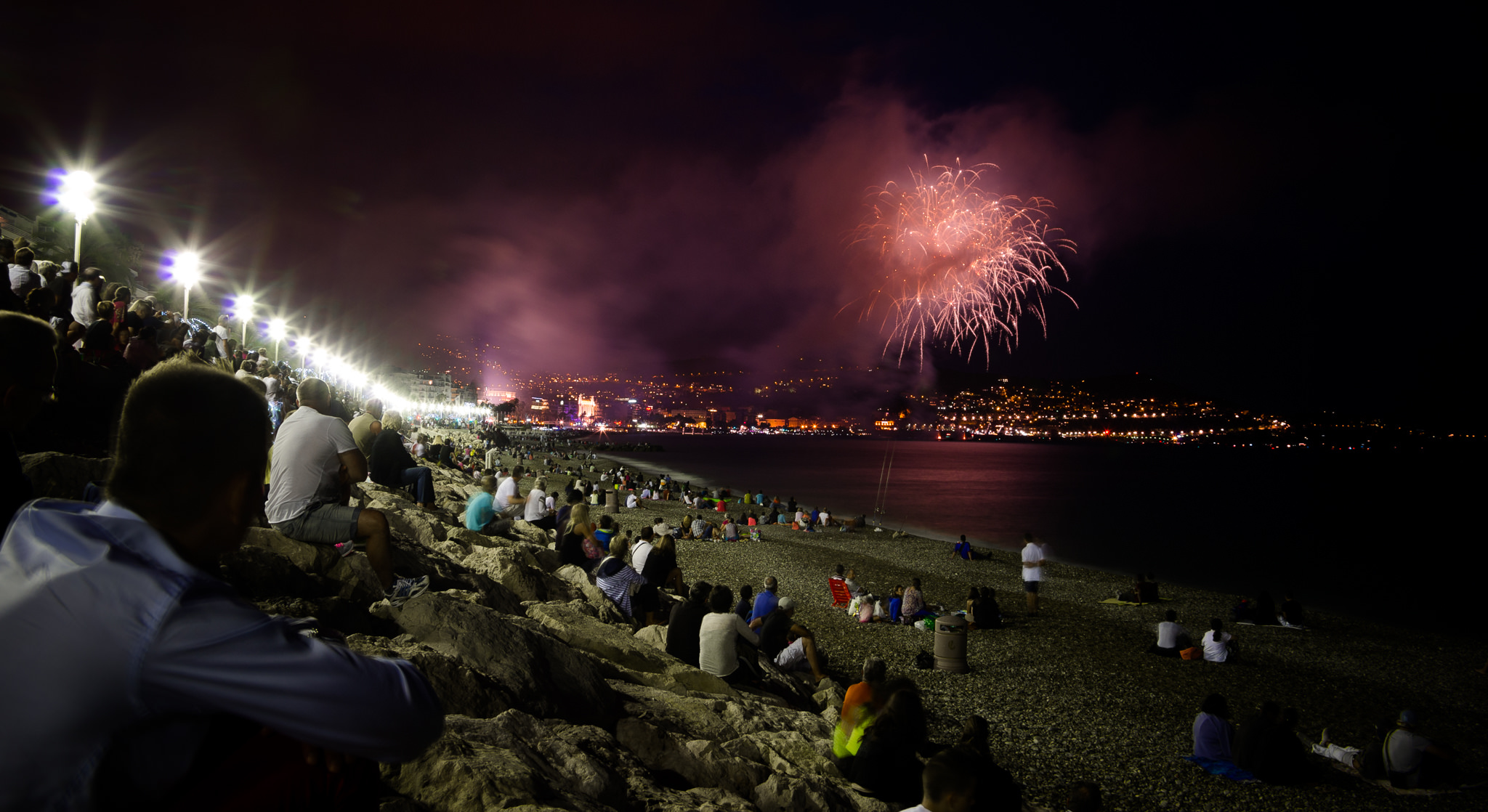
Фейерверк в Ницце, 14 июля 2014

Вечером 14 июля (а в небольших городках иногда накануне) проходят фейерверки, главный из которых начинается в 23:00 на Марсовом поле вблизи Эйфелевой башни и продолжается до получаса. В отличие от фейерверков и салютов, проводимых в некоторых других странах, французский фейерверк — это настоящее светомузыкальное шоу. Фейерверк — один из немногих символов Старого порядка, которые сохранила республиканская Франция: впервые он состоялся 21 ноября 1615 года в день свадьбы Людовика XIII и после этого оставался символом абсолютной монархии.